# Warszawa Most

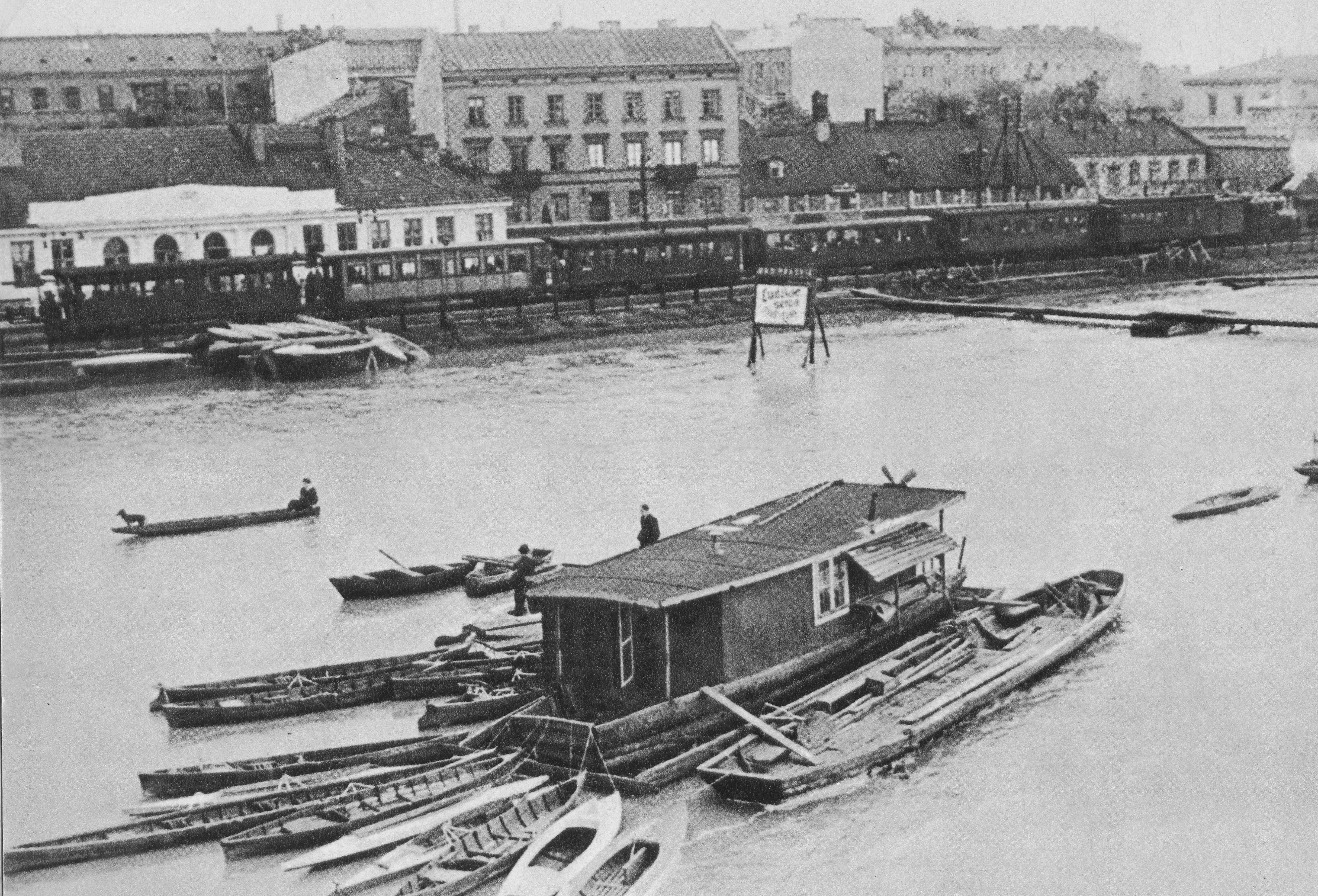
Stacja od strony Wisły w okresie międzywojennym

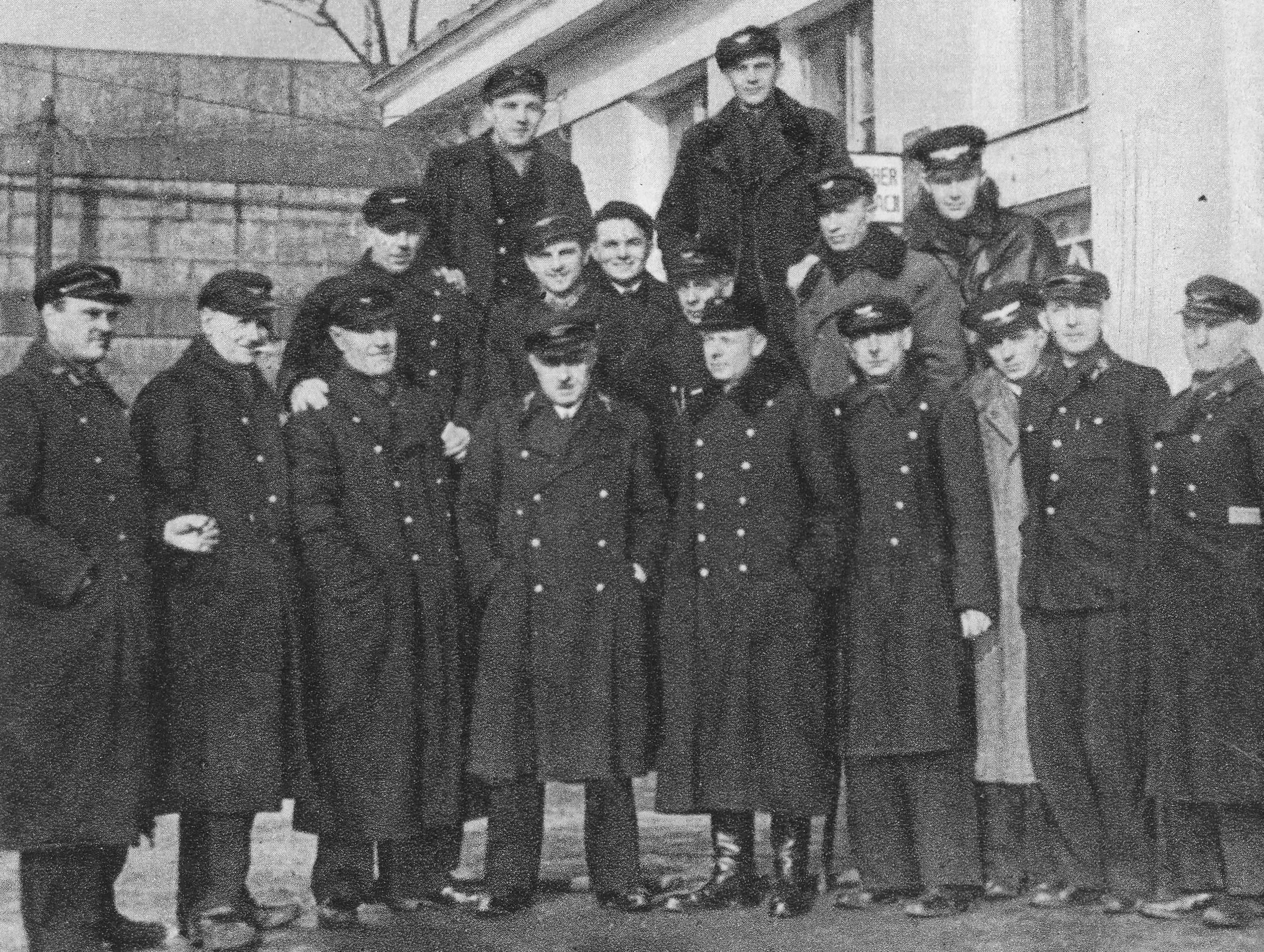
Grupa kolejarzy na stacji Warszawa Most w 1943

Warszawa Most – przystanek kolejowy w Warszawie na nieistniejącej linii Kolei Jabłonowskiej. 

## Opis
W maju 1899 magistrat wydał koncesję na budowę i eksploatację nowej kolejki wąskotorowej na trasie Jabłonna – Wawer ze stacją początkową Stacja Most przy moście Kierbedzia na Pradze. Linia składała się z dwóch oddzielnych odcinków. Komunikacja do Jabłonny została uruchomiona w 1900, a do Wawra w 1901.
Stacja znajdowała się nad brzegiem Wisły, po południowej stronie przyczółka mostu Kierbedzia. Była najważniejszą stacją na linii pod względem liczby pasażerów, korzystnie położoną w uczęszczanym punkcie Pragi. Niskie położenie w stosunku do lustra wody i lokalizacja przed wałem przeciwpowodziowym narażała ją jednak na zalewanie podczas bardzo wysokiego stanu wód. Z tego powodu w latach 1905–1906 podwyższono tory o ok. 2 metry od poziomu pierwotnego. Nie wyeliminowało to jednak całkowicie problemu zalewania torów podczas bardzo dużych przyborów wody w Wiśle.
Jak donosił Kurier Warszawski z 1901 roku, pierwotnie rolę budynku stacyjnego i biur zarządu linii pełniły pomieszczenia w domu przy ul. Olszowej 10, podczas gdy budowa dworca była w planach. W następnej kolejności powstał niewielki drewniany przystanek z łamanym dachem i wieżyczką, zdobiony snycerką. Jednak wkrótce oszpeciły go dobudówki. Jarosław Zieliński podaje, że naprzeciw budynku przy ul. Olszowej 14 wybudowano jednocześnie zespół trzech parterowych oszalowanych drewnem obiektów, z których tylko najbliższy skarpie mostu był ozdobiony trójkątnymi naczółkami. Znajdowały się tam poczekalnia z kasą i pomieszczenie dla dyżurnego ruchu. Powstało także osobne pomieszczenie dla naczelnika stacji i centrali telefonicznej (na kolei zainstalowano nowoczesną sieć telefoniczną na licencji Ericssona). W wynajętym murowanym budynku przy ul. Olszowej 12 otwarto hotel dla pasażerów, których w podróży zastała noc.
W latach 1905–1906, w czasie prac związanych z podwyższaniem torowiska, dla podróżnych odjeżdżających w kierunku Jabłonny wybudowano prowizoryczny dworzec na wale przeciwpowodziowym na wysokości parku Praskiego. Z kolei pociągi w kierunku Wawra zaczynały i kończyły bieg na wysokości wylotu ul. Szerokiej (obecnie Kłopotowskiego). Po nawiezieniu odpowiedniej ilości ziemi na stacji Most ułożono dwa tory i zbudowano dwa perony o brukowanych krawężnikach. W związku z rosnącym ruchem pociągów później dobudowano kolejne dwa tory i dwa perony. Powstało również kilka torów odstawczych dla wagonów towarowych. Stacja Most była zasilana wodą z sieci miejskiej.
Docelowy niewielki dworzec, zaprojektowany przez Konstantego Jakimowicza w 1923, powstawał razem z innymi dworcami linii w latach 1923–1925. Wystawiony został w stylu narodowego historyzmu, na wzór karczmy lub zajazdu pocztowego. Parterowa bryła nakryta była czterospadowym dachem pokrytym dachówką. Całość powstała z drewna, pokrytego siatką i otynkowanego z wierzchu. Budynek mieścił kasy biletowe i poczekalnię. Od północy znajdowały się podcienie na filarach, a bryłę zdobiła attyka nad centralną, podzieloną półkolumnami częścią fasady oraz arkadowe otwory pomiędzy tymi półkolumnami.
Według Jarosława Zielińskiego na krótko przed II wojną światową w miejscu drewnianego dworca zaprojektowanego przez Jakimowicza wystawiono kolejny budynek, tym razem murowany. 
Przez większość istnienia z dworca odjeżdżały pociągi na północ do Jabłonny (od grudnia 1900) i na południe do Wawra (od stycznia 1901), a po przedłużeniu linii do Karczewa (od kwietnia 1914). 
W 1943, w czasie okupacji niemieckiej, nazwę stacji zmieniono na Warschau Weischelbahnhof (pol. Warszawa Wisła). Niemcy zrealizowali tam kilka znaczących inwestycji. W grudniu 1943 otwarto łącznicę ze stacji Warszawa Most na kolei jabłonowskiej do stacji Targówek na kolei mareckiej, łącząc je w sieć. Zamontowano obrotnicę, zainstalowano semafory świetlne (unieruchamiając istniejące semafory kształtowe) oraz zbudowano skład opału dla parowozów, magazyn oleju i piaskownicę. W celu zwiększenia kontroli pasażerów, a przede wszystkim utrudnienia ucieczek szmuglerom żywności, stacja została częściowo ogrodzona.
Nazwę stacji przywrócono po wyzwoleniu Warszawy w styczniu 1945. Pierwszy pociąg dotarł do stacji Most w ostatnich dniach stycznia. W lutym 1945 przywrócono nieregularną komunikację z Karczewem. Uruchomienie komunikacji z Jabłonną trwało dłużej z powodu zniszczonego mostu nad Kanałem Żerańskim. Pierwszy pociąg ze stacji dotarł do Jabłonny w kwietniu, a regularny ruch na tej trasie przywrócono w maju 1945. W miejscu zniszczonego we wrześniu 1944 mostu Kierbedzia w latach 1947–1949 zbudowano most Śląsko-Dąbrowski.
Likwidacji ostatnich połączeń ze stacji Most do Karczewa dokonano w lipcu 1952, a do Jabłonny w lutym 1956. Budynek dworcowy przeznaczono na siedzibę orkiestry kolejowej ze stacji Warszawa Wschodnia. Z powodu braku środków na remonty został on rozebrany w grudniu 1969.